# Grand Prix Formule 1 van België 1972
De Grand Prix Formule 1 van België 1972 werd gehouden op 4 juni 1972 op Nijvel.

## Uitslag
| Pos. | Nr. | Coureur               | Constructeur | Rondes | Tijd / Oorzaak uitval | Grid | Punten |
| ---- | --- | --------------------- | ------------ | ------ | --------------------- | ---- | ------ |
| 1    | 32  | Emerson Fittipaldi    | Lotus-Ford   | 85     | 1:44:07.3             | 1    | 9      |
| 2    | 8   | François Cevert       | Tyrrell-Ford | 85     | 26.6                  | 5    | 6      |
| 3    | 9   | Denny Hulme           | McLaren-Ford | 85     | 58.1                  | 3    | 4      |
| 4    | 34  | Mike Hailwood         | Surtees-Ford | 85     | + 1:12.0              | 8    | 3      |
| 5    | 16  | Carlos Pace           | March-Ford   | 84     | + 1 Ronde             | 11   | 2      |
| 6    | 5   | Chris Amon            | Matra        | 84     | + 1 Ronde             | 13   | 1      |
| 7    | 10  | Peter Revson          | McLaren-Ford | 83     | + 2 Ronden            | 7    |        |
| 8    | 25  | Howden Ganley         | BRM          | 83     | + 2 Ronden            | 15   |        |
| 9    | 11  | Ronnie Peterson       | March-Ford   | 83     | + 2 Ronden            | 14   |        |
| 10   | 27  | Helmut Marko          | BRM          | 83     | + 2 Ronden            | 23   |        |
| 11   | 6   | Rolf Stommelen        | March-Ford   | 83     | + 2 Ronden            | 20   |        |
| 12   | 12  | Niki Lauda            | March-Ford   | 82     | + 3 Ronden            | 25   |        |
| 13   | 19  | Carlos Reutemann      | Brabham-Ford | 81     | + 4 Ronden            | 9    |        |
| 14   | 33  | David Walker          | Lotus-Ford   | 79     | + 6 Ronden            | 12   |        |
| DNF  | 17  | Graham Hill           | Brabham-Ford | 73     | Ophanging             | 16   |        |
| NC   | 15  | Henri Pescarolo       | March-Ford   | 59     | Niet geklasseerd      | 19   |        |
| DNF  | 30  | Clay Regazzoni        | Ferrari      | 57     | Ongeluk               | 2    |        |
| DNF  | 36  | Andrea de Adamich     | Surtees-Ford | 55     | Motor                 | 10   |        |
| DNF  | 22  | Nanni Galli           | Tecno        | 54     | Ongeluk               | 24   |        |
| DNF  | 29  | Jacky Ickx            | Ferrari      | 47     | Injectie              | 4    |        |
| DNF  | 14  | Mike Beuttler         | March-Ford   | 31     | Aandrijving           | 22   |        |
| DNF  | 18  | Wilson Fittipaldi Jr. | Brabham-Ford | 28     | Versnellingsbak       | 18   |        |
| DNF  | 24  | Peter Gethin          | BRM          | 27     | Benzinepomp           | 17   |        |
| DNF  | 23  | Jean-Pierre Beltoise  | BRM          | 15     | Oververhitting        | 6    |        |
| DNF  | 35  | Tim Schenken          | Surtees-Ford | 11     | Oververhitting        | 21   |        |

## Statistieken
| Pole-position | Emerson Fittipaldi | Lotus | 1:11.43 |
| Snelste ronde | Chris Amon         | Matra | 1:12.12 |

## Noot
- Dit was het debuut van de Australische coureur Vern Schuppan.
- Tiende snelste ronde voor een Nieuw-Zeelandse coureur.
- Vijfde podiumplaats voor François Cevert.

1925 · 1930 · 1931 · 1933 · 1934 · 1935 · 1937 · 1939 · 1947 · 1949 · 1950 · 1951 · 1952 · 1953 · 1954 · 1955 · 1956 · 1958 · 1960 · 1961 · 1962 · 1963 · 1964 · 1965 · 1966 · 1967 · 1968 · 1970 · 1972 · 1973 · 1974 · 1975 · 1976 · 1977 · 1978 · 1979 · 1980 · 1981 · 1982 · 1983 · 1984 · 1985 · 1986 · 1987 · 1988 · 1989 · 1990 · 1991 · 1992 · 1993 · 1994 · 1995 · 1996 · 1997 · 1998 · 1999 · 2000 · 2001 · 2002 · 2004 · 2005 · 2007 · 2008 · 2009 · 2010 · 2011 · 2012 · 2013 · 2014 · 2015 · 2016 · 2017 · 2018 · 2019 · 2020 · 2021 · 2022 · 2023 · 2024 · 2025 · 2026 · 2027 · 2029 · 2031